# Rue Eugénie-Brazier
La rue Eugénie-Brazier est une voie du quartier Saint-Clair dans le 1er arrondissement de Lyon, en France. Elle est nommée en hommage à la restauratrice Eugénie Brazier (1895-1977), l'une des « Mères » de la gastronomie française.

## Situation
Orientée est-ouest, la rue relie le quai André-Lassagne à la rue d'Alsace-Lorraine et forme une intersection avec la rue Royale.
La station de métro la plus proche est Croix-Paquet, sur la ligne C.

## Historique
Lors de la création du quartier sous la direction de Jacques-Germain Soufflot axé sur la rue Royale parallèle au quai du Rhône, la trame viaire se compose de cet axe principal et de ses perpendiculaires reliant le cours d'eau et l'amorce des pentes de la Croix-Rousse, dont l'actuelle rue Eugénie-Brazier, percée en 1763 sous le nom de rue du Berry, qui comme, les rues voisines, porte un nom attaché à la famille royale. Au début de la IIIe République, elle porte un nom sans connotation royale « plus approprié » comme l'indique Jean Pelletier, la rue Marceau, du nom de François-Séverin Marceau-Desgraviers (1769-1796), une des « grandes figures de l'armée révolutionnaire ».
En septembre 2000, la rue est rebaptisée rue Eugénie-Brazier, en hommage à Eugenie Brazier et à son restaurant de la Mère Brazier, qui se trouve à l'intersection entre rue Royale et rue Eugénie-Brazier. La rue est finalement inaugurée en novembre 2000.

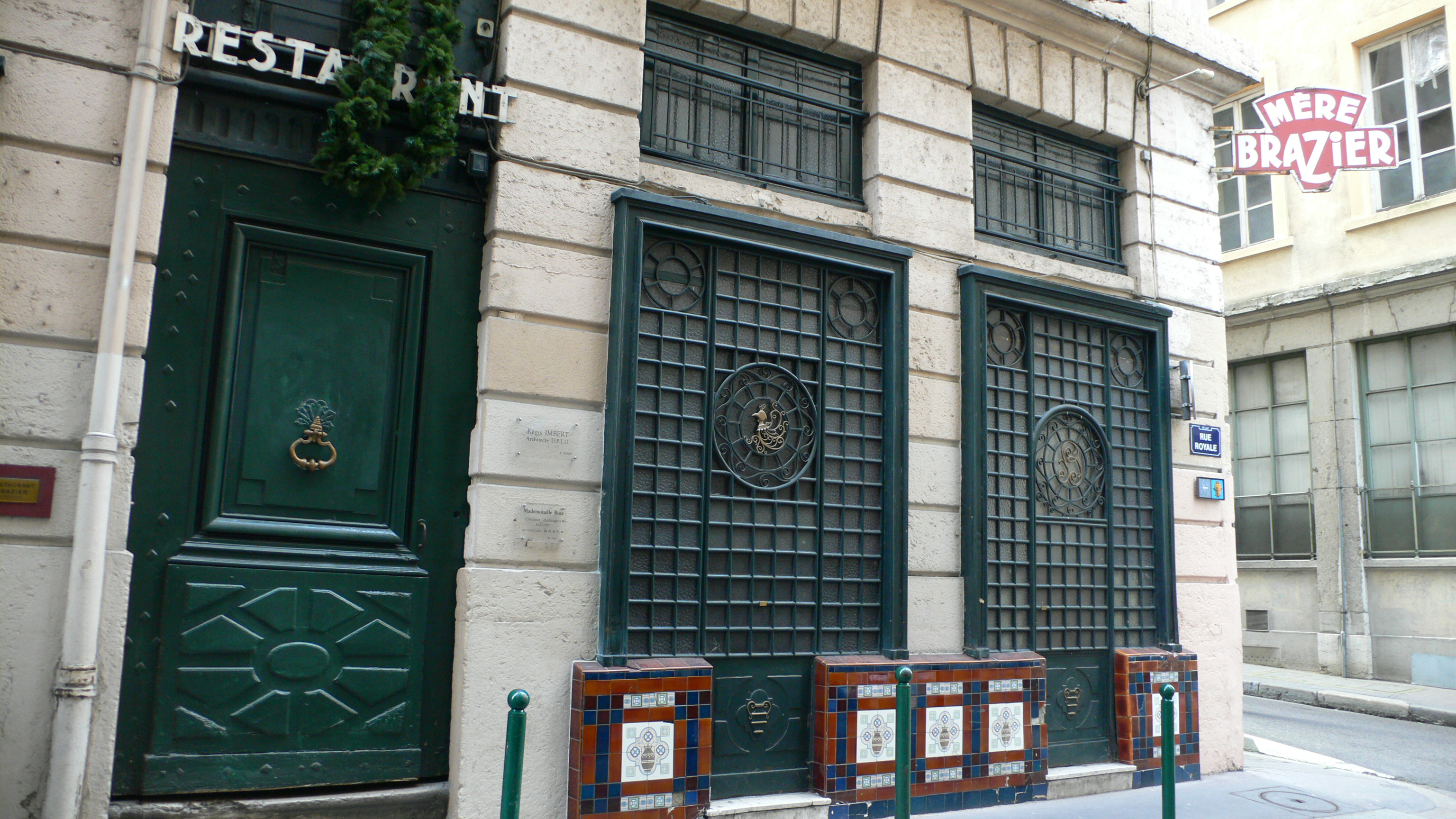
Le restaurant La Mère Brazier, à l'angle des rues Eugénie-Brazier et Royale.
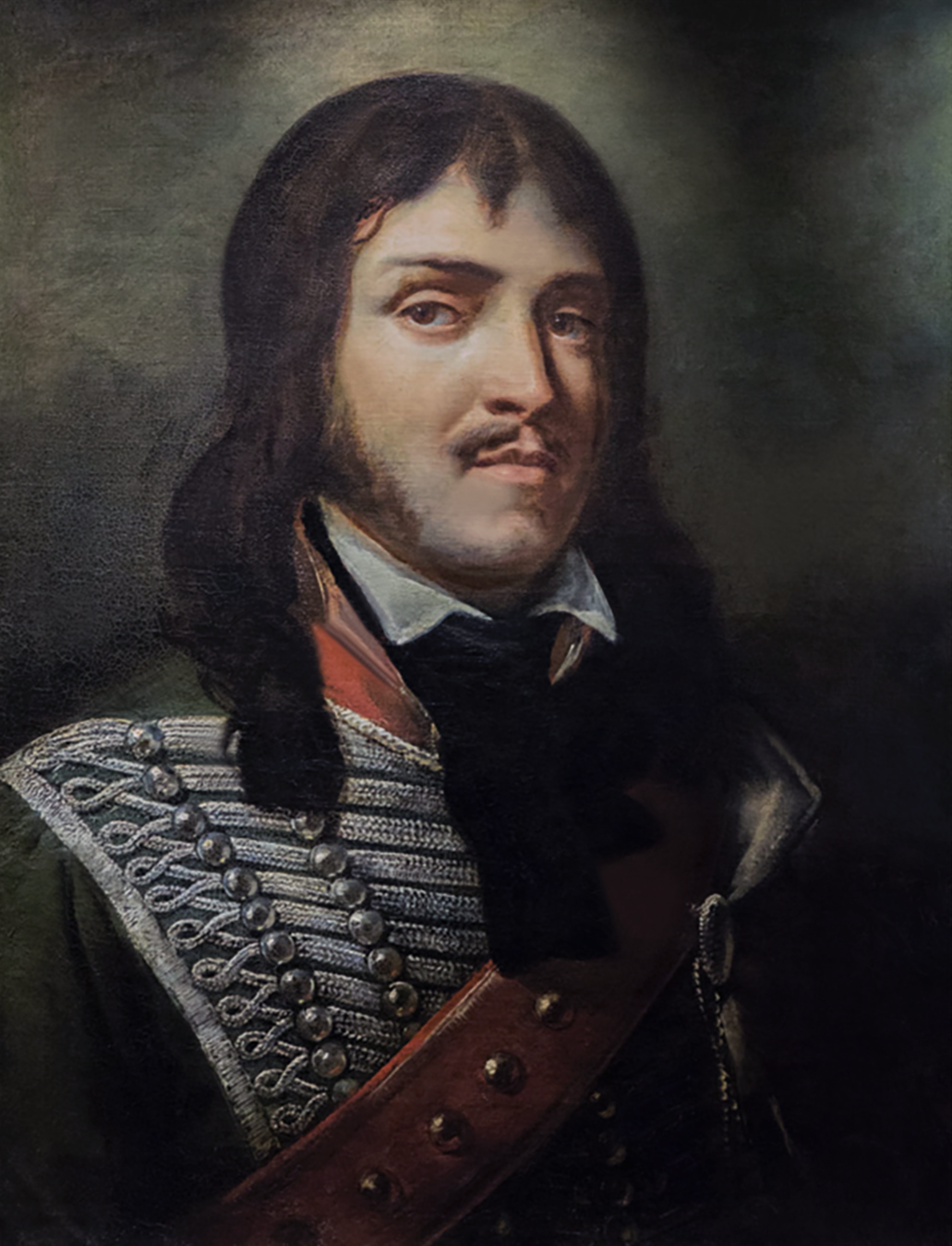
Le général François-Séverin Marceau-Desgraviers (1769-1796).
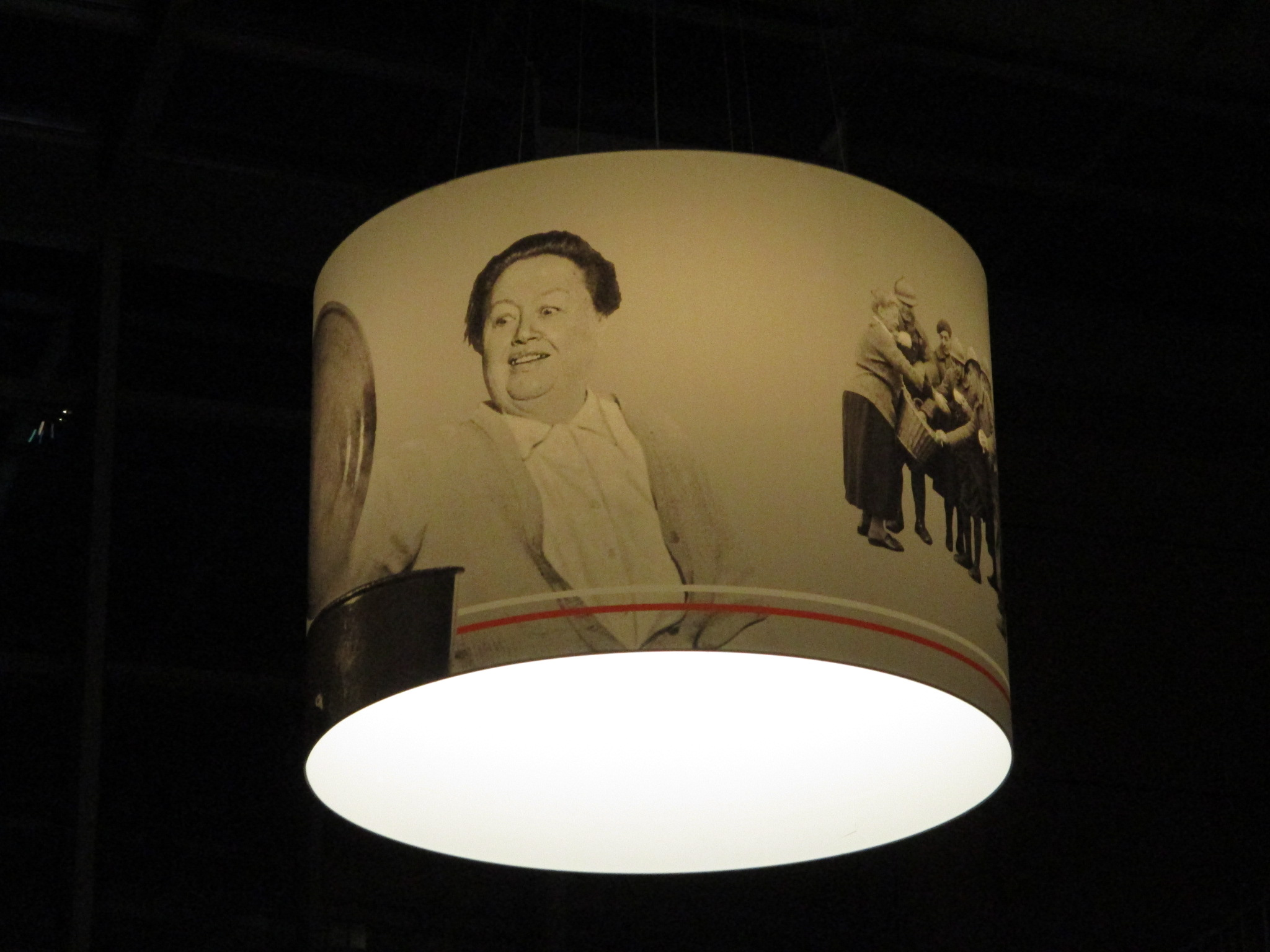
La mère Brazier représentée sur un abat-jour suspendu aux Halles de Lyon-Paul Bocuse.